# Jaime Altozano
Jaime García-Altozano Garrido (Madrid, 4 de agosto de 1993), más conocido como Jaime Altozano, es un divulgador, productor musical y youtuber español, conocido por la divulgación musical que realiza a través de Internet, lo que le ha permitido ser colaborador de algún programa televisivo como WifiLeaks (#0), La mejor canción jamás cantada (La 1) o ¿Dónde estabas entonces? (La Sexta). A julio de 2025 cuenta con 3,53 millones de suscriptores en su canal de YouTube.

## Biografía
Nacido en el distrito de Ciudad Lineal en Madrid, Altozano estudió piano en el Conservatorio Profesional de Música Arturo Soria de Madrid, dos años de doble grado de Matemáticas y Física en la Universidad Complutense de Madrid y producción musical en la escuela Música Creativa de Madrid. Empezó varios canales de YouTube de distintas temáticas en mayo de 2017 motivado tras asistir a una ponencia de Hank Green en Ámsterdam. Continuó con el canal de música cuando comenzó a tener éxito donde ofrece docencia musical accesible y gratuita. Sus vídeos sobre temas musicales como los análisis de bandas sonoras como la de la trilogía de El señor de los anillos, Harry Potter y Star Wars o vídeos divulgativos sobre música clásica usando canciones de Pokémon, Dragon Ball, The Beatles o La Oreja de Van Gogh. Sus vídeos rápidamente se popularizaron y, así, alcanzó los 187 000 suscriptores a finales del mismo año y duplicó la cifra cinco meses después.
Fue invitado como colaborador al programa de Radio Clásica Música y significado, presentado por Luis Ángel de Benito, donde analizó las bandas sonoras de El Señor de los Anillos de Howard Shore (16 y 30 de junio de 2017) y Star Wars de John Williams (9 de febrero de 2018). Ha participado también en las secciones musicales de diversos programas de radio como Hoy por Hoy de la SER o He venido aquí a hablar de lo mío de RNE.
En octubre de 2017, Ramón Gener Sala publicó Un gesto lo puede cambiar todo que copiaba los análisis De Pokémon a Bach. Una historia de VOCES (5 de julio de 2017) y Los Miserables: la Mejor Fuga de BACH (20 de julio de 2017) de Jaime Altozano. Posteriormente, Ramón Gener culpó de este plagio a un colaborador suyo, y además afirmó desconocer el trabajo de Altozano.
El 29 de diciembre de 2017 comentó en directo la ópera La bohème de Giacomo Puccini retransmitida en streaming desde el Teatro Real de Madrid con el objetivo de que fuera vista por más de cien mil personas.
En 2018 entrevistó a Hans Zimmer, el famoso compositor de películas. Esta entrevista ha recibido alrededor de 1,5 millones de visitas hasta el momento. En ella, Jaime Altozano hace un recorrido por los éxitos de la vida del compositor, desde sus inicios hasta la actualidad.  
En noviembre de 2018 publicó un análisis sobre El mal querer de Rosalía que recibió una réplica de la propia cantante a través Instagram Stories. Hasta la fecha es el vídeo más visto de su canal, con más de 7,6 millones de reproducciones.
El año 2019 llega al millón de suscriptores, y el 4 de marzo de ese año publica un vídeo especial celebrando este hito. Ese mismo año colabora en el programa de TVE, La mejor canción jamás cantada.
Ha realizado colaboraciones con el youtuber colombiano Alvinsch y con el canal Quantum Fracture en colaboración con la Universidad Politécnica de Madrid.
En octubre de 2019, colaboró con el cantante Agoney en la interpretación de su éxito «Black» en versión balada para el canal de televisión «La 2» Noticias. En febrero de 2020 regresó a Televisión Española para dar una charla a los concursantes de Operación Triunfo 2020 sobre armonía y composición.
En abril de 2022 entrevistó a Rosalía por su álbum Motomami, publicando un análisis junto a la artista. El video ha recibido alrededor de 5.4 millones de visitas a enero de 2025. En este analizan su producción, composición y armonía.
Actualmente se dedica, casi por completo, a la educación y formación en su platafoma "Musihacks", donde enseña a tocar el piano mediante un método sencillo que él mismo ha desarrollado.